# Planète mineure perdue
Une planète mineure perdue est une planète mineure qui a été observée mais qui n'a plus été retrouvée depuis longtemps, cette durée dépend de la définition.

## Exemples

### Années 1920
- 1927 LA

### Années 1990
- 1991 BA, passé près de la Terre
- 1993 HD, passé près de la Terre

### Années 2000
- 2007 WD5

## Erreurs
Dans certains cas[Lesquels ?], il s'agit d'une erreur d'observation[pas clair].

## Anciens objets perdus puis retrouvés
Selon la définition donnée, le nombre d'astéroïdes perdus peut aller jusqu'à 150 000. Voici une petite sélection d'astéroïdes qui ont été perdus plusieurs années.
| Noms                     | Découverte | Re-découverte   |
| ------------------------ | ---------- | --------------- |
| (132) Éthra              | 1873       | 1922            |
| (330) Adalberta (1892 X) | 1892       | Erreur (étoile) |
| (452) Hamiltonia         | 1899       | 1987            |
| (473) Nolli              | 1901       | 1987            |
| (719) Albert             | 1911       | 2000            |
| (724) Hapag              | 1911       | 1988            |
| (843) Nicolaia           | 1916       | 1981            |
| (878) Mildred            | 1916       | 1991            |
| (1009) Sirène            | 1923       | 1982            |
| (1026) Ingrid            | 1923       | 1986            |
| (1179) Mally             | 1931       | 1986            |
| (1537) Transylvania      | 1940       | 1981            |
| (1862) Apollon           | 1932       | 1973            |
| (1916) Borée             | 1953       | 1976            |
| (1922) Zulu              | 1949       | 1974            |
| (2101) Adonis            | 1936       | 1977            |
| (3494) Purple Mountain   | 1962       | 1980            |
| (3789) Zhongguo          | 1928       | 1986            |
| (7796) Járacimrman       | 1973       | 1996            |
| (29075) 1950 DA          | 1950       | 2000            |
| (69230) Hermès           | 1937       | 2003            |